# سوبولو (استان ماسوویان)
سوبولو (به لهستانی:  Sobolew) یک روستا در لهستان است که در گمینا سوبولو واقع شده‌است. سوبولو ۲٬۲۰۰ نفر جمعیت دارد.